# Llista de topònims de Rupit i Pruit
Llista de topònims (noms propis de lloc) del municipi de Rupit i Pruit, a Osona
Informació actualitzada per un bot. Els canvis manuals es perdran quan s'actualitzi!

## cabana
| imatge | Nom               | Ubicat a      | instància de | Detalls | coordenades                                                         | Protecció | Commons (més fotos) | Dades a WD                    |
| ------ | ----------------- | ------------- | ------------ | ------- | ------------------------------------------------------------------- | --------- | ------------------- | ----------------------------- |
|        | Era Pedrissa      | Rupit i Pruit | cabana       |         | 42° 02′ 37″ N, 2° 29′ 19″ E / 42.0436580919158°N,2.48869700342278°E |           |                     | Modifica les dades a Wikidata |
|        | cobert del Roquer | Rupit i Pruit | cabana       |         | 42° 00′ 41″ N, 2° 28′ 17″ E / 42.0114345465621°N,2.47125051645994°E |           |                     | Modifica les dades a Wikidata |

## casa
| imatge | Nom                                      | Ubicat a      | instància de | Detalls                                  | coordenades                                                                             | Protecció                                  | Commons (més fotos)                    | Dades a WD                    |
| ------ | ---------------------------------------- | ------------- | ------------ | ---------------------------------------- | --------------------------------------------------------------------------------------- | ------------------------------------------ | -------------------------------------- | ----------------------------- |
|        | Can Calau                                | Rupit i Pruit | casa         | Estil: arquitectura popular 17th century | 42° 01′ 29″ N, 2° 28′ 00″ E / 42.02471°N,2.46671°E ca:Carrer del Coll del Castell, 7    | bé integrant del patrimoni cultural català |                                        | Modifica les dades a Wikidata |
|        | Can Gleies                               | Rupit i Pruit | casa         | Estil: arquitectura popular 17th century | 42° 01′ 27″ N, 2° 27′ 55″ E / 42.02409°N,2.4652°E ca:Carrer del Fossar, 1               | bé integrant del patrimoni cultural català | Can Gleies (Rupit i Pruit)             | Modifica les dades a Wikidata |
|        | Can Pahisa i Can Negre                   | Rupit i Pruit | casa         | Estil: arquitectura popular              | 42° 01′ 27″ N, 2° 27′ 59″ E / 42.02425°N,2.4665°E                                       | bé integrant del patrimoni cultural català | Can Pahisa i Can Negre (Rupit i Pruit) | Modifica les dades a Wikidata |
|        | Can Pastoric                             | Rupit i Pruit | casa         | Estil: arquitectura popular 17th century | 42° 01′ 27″ N, 2° 27′ 58″ E / 42.02421°N,2.46621°E ca:Carrer del Fossar, 24             | bé integrant del patrimoni cultural català | Can Pastoric (Rupit i Pruit)           | Modifica les dades a Wikidata |
|        | Can Reixat                               | Rupit i Pruit | casa         | Estil: arquitectura popular              | 42° 01′ 27″ N, 2° 27′ 58″ E / 42.02421°N,2.46617°E ca:Carrer del Fossar, 22             | bé integrant del patrimoni cultural català |                                        | Modifica les dades a Wikidata |
|        | Can Ton                                  | Rupit i Pruit | casa         | Estil: arquitectura popular 17th century | 42° 01′ 27″ N, 2° 27′ 59″ E / 42.02421°N,2.46632°E ca:Carrer del Fossar, 26             | bé integrant del patrimoni cultural català | Can Ton (Rupit i Pruit)                | Modifica les dades a Wikidata |
|        | Torre de les Viles                       | Rupit i Pruit | casa         | Estil: arquitectura popular 19th century | 42° 01′ 58″ N, 2° 26′ 05″ E / 42.03269°N,2.43475°E ca:Carretera C-153, km. 28,1 - Pruit | bé integrant del patrimoni cultural català |                                        | Modifica les dades a Wikidata |
|        | can Banús                                | Rupit         | casa         | Estil: arquitectura popular 17th century | 42° 01′ 27″ N, 2° 27′ 58″ E / 42.02423°N,2.466°E ca:C. del Fossar, 21, Rupit 856 msnm   | bé integrant del patrimoni cultural català | Can Banús (Rupit i Pruit)              | Modifica les dades a Wikidata |
|        | can Gori                                 | Rupit         | casa         | Estil: arquitectura popular 17th century | 42° 01′ 27″ N, 2° 27′ 58″ E / 42.02428°N,2.46612°E ca:C. Fossar, 23, Rupit 856 msnm     | bé integrant del patrimoni cultural català | Can Gori (Rupit i Pruit)               | Modifica les dades a Wikidata |
|        | can Pau Xic                              | Rupit i Pruit | casa         | Estil: arquitectura popular 17th century | 42° 01′ 27″ N, 2° 27′ 58″ E / 42.02417°N,2.46613°E ca:C. del Fossar, 20, Rupit 856 msnm | bé integrant del patrimoni cultural català | Can Pau Xic (Rupit i Pruit)            | Modifica les dades a Wikidata |
|        | casa al carrer Palau, 14                 | Rupit         | casa         | Estil: arquitectura popular              | 42° 01′ 22″ N, 2° 27′ 52″ E / 42.02264°N,2.46454°E                                      | bé integrant del patrimoni cultural català |                                        | Modifica les dades a Wikidata |
|        | habitatge al carrer Coll del Castell, 1  | Rupit         | casa         | Estil: arquitectura popular              | 42° 01′ 28″ N, 2° 28′ 00″ E / 42.02448°N,2.46665°E                                      | bé integrant del patrimoni cultural català |                                        | Modifica les dades a Wikidata |
|        | habitatge al carrer Coll del Castell, 11 | Rupit         | casa         | Estil: arquitectura popular              | 42° 01′ 29″ N, 2° 28′ 00″ E / 42.02483°N,2.46677°E                                      | bé integrant del patrimoni cultural català |                                        | Modifica les dades a Wikidata |
|        | habitatge al carrer Coll del Castell, 13 | Rupit         | casa         | Estil: arquitectura popular              | 42° 01′ 30″ N, 2° 28′ 01″ E / 42.02487°N,2.46681°E                                      | bé integrant del patrimoni cultural català |                                        | Modifica les dades a Wikidata |
|        | habitatge al carrer Coll del Castell, 3  | Rupit         | casa         | Estil: arquitectura popular              | 42° 01′ 28″ N, 2° 28′ 00″ E / 42.02456°N,2.46667°E                                      | bé integrant del patrimoni cultural català |                                        | Modifica les dades a Wikidata |
|        | habitatge al carrer Coll del Castell, 5  | Rupit         | casa         | Estil: arquitectura popular              | 42° 01′ 29″ N, 2° 28′ 00″ E / 42.02465°N,2.46668°E                                      | bé integrant del patrimoni cultural català |                                        | Modifica les dades a Wikidata |
|        | habitatge al carrer Coll del Castell, 9  | Rupit         | casa         | Estil: arquitectura popular              | 42° 01′ 29″ N, 2° 28′ 00″ E / 42.02482°N,2.46671°E                                      | bé integrant del patrimoni cultural català |                                        | Modifica les dades a Wikidata |
|        | habitatge al carrer Fossar, 25           | Rupit         | casa         | Estil: arquitectura popular              | 42° 01′ 27″ N, 2° 27′ 59″ E / 42.02429°N,2.46627°E                                      | bé integrant del patrimoni cultural català | Habitatge al carrer Fossar, 25         | Modifica les dades a Wikidata |
|        | habitatge al carrer Fossar, 27           | Rupit         | casa         | Estil: arquitectura popular              | 42° 01′ 28″ N, 2° 27′ 59″ E / 42.02433°N,2.46644°E                                      | bé integrant del patrimoni cultural català | Habitatge al carrer Fossar, 27         | Modifica les dades a Wikidata |
|        | habitatge al carrer Fossar, 29           | Rupit         | casa         | Estil: arquitectura popular              | 42° 01′ 28″ N, 2° 28′ 00″ E / 42.02439°N,2.46657°E                                      | bé integrant del patrimoni cultural català | Habitatge al carrer Fossar, 29         | Modifica les dades a Wikidata |
|        | habitatge al carrer Palau, 4             | Rupit         | casa         | Estil: arquitectura popular              | 42° 01′ 24″ N, 2° 27′ 52″ E / 42.02334°N,2.46446°E                                      | bé integrant del patrimoni cultural català |                                        | Modifica les dades a Wikidata |
|        | habitatge al carrer Palau, 6             | Rupit         | casa         | Estil: arquitectura popular              | 42° 01′ 24″ N, 2° 27′ 52″ E / 42.0233°N,2.4644°E                                        | bé integrant del patrimoni cultural català | Habitatge al carrer Palau, 6           | Modifica les dades a Wikidata |
|        | habitatge al carrer Palau, 7             | Rupit         | casa         | Estil: arquitectura popular              | 42° 01′ 23″ N, 2° 27′ 52″ E / 42.0231°N,2.46455°E                                       | bé integrant del patrimoni cultural català | Habitatge al carrer Palau, 7           | Modifica les dades a Wikidata |
|        | habitatge al carrer Palau, 8             | Rupit         | casa         | Estil: arquitectura popular              | 42° 01′ 24″ N, 2° 27′ 52″ E / 42.02325°N,2.46438°E                                      | bé integrant del patrimoni cultural català | Habitatge al carrer Palau, 8           | Modifica les dades a Wikidata |
|        | habitatge al carrer del Fossar, 10       | Rupit         | casa         | Estil: arquitectura popular 18th century | 42° 01′ 27″ N, 2° 27′ 56″ E / 42.02408°N,2.46569°E ca:Carrer del Fossar, 10             | bé integrant del patrimoni cultural català |                                        | Modifica les dades a Wikidata |
|        | habitatge al carrer del Fossar, 11       | Rupit         | casa         | Estil: arquitectura popular 17th century | 42° 01′ 27″ N, 2° 27′ 56″ E / 42.02412°N,2.46549°E ca:C. del Fossar, 11                 | bé integrant del patrimoni cultural català | Habitatge al carrer del Fossar, 11     | Modifica les dades a Wikidata |
|        | habitatge al carrer del Fossar, 12       | Rupit         | casa         | Estil: arquitectura popular              | 42° 01′ 27″ N, 2° 27′ 57″ E / 42.02407°N,2.4658°E ca:Carrer del Fossar, 12              | bé integrant del patrimoni cultural català | Habitatge al carrer del Fossar, 12     | Modifica les dades a Wikidata |
|        | habitatge al carrer del Fossar, 13       | Rupit         | casa         | Estil: arquitectura popular 1686         | 42° 01′ 27″ N, 2° 27′ 56″ E / 42.02415°N,2.46554°E ca:Carrer del Fossar, 13             | bé integrant del patrimoni cultural català | Habitatge al carrer del Fossar, 13     | Modifica les dades a Wikidata |
|        | habitatge al carrer del Fossar, 14       | Rupit         | casa         | Estil: arquitectura popular 17th century | 42° 01′ 27″ N, 2° 27′ 57″ E / 42.02409°N,2.46588°E ca:Carrer del Fossar, 14             | bé integrant del patrimoni cultural català | Habitatge al carrer del Fossar, 14     | Modifica les dades a Wikidata |
|        | habitatge al carrer del Fossar, 16       | Rupit         | casa         | Estil: arquitectura popular 17th century | 42° 01′ 27″ N, 2° 27′ 57″ E / 42.02411°N,2.46596°E ca:Carrer del Fossar, 16             | bé integrant del patrimoni cultural català | Habitatge al carrer del Fossar, 16     | Modifica les dades a Wikidata |
|        | habitatge al carrer del Fossar, 18       | Rupit         | casa         | Estil: arquitectura popular              | 42° 01′ 27″ N, 2° 27′ 58″ E / 42.02415°N,2.46605°E ca:Carrer del Fossar, 18             | bé integrant del patrimoni cultural català | Habitatge al carrer del Fossar, 18     | Modifica les dades a Wikidata |
|        | habitatge al carrer del Fossar, 2        | Rupit         | casa         | Estil: arquitectura popular 17th century | 42° 01′ 26″ N, 2° 27′ 54″ E / 42.02394°N,2.46511°E ca:Carrer del Fossar, 2              | bé integrant del patrimoni cultural català | Habiatatge al carrer del Fossar, 2     | Modifica les dades a Wikidata |
|        | habitatge al carrer del Fossar, 3        | Rupit         | casa         | Estil: arquitectura popular 1658         | 42° 01′ 27″ N, 2° 27′ 55″ E / 42.02411°N,2.46528°E ca:Carrer del Fossar, 3              | bé integrant del patrimoni cultural català | Habitatge al carrer del Fossar, 3      | Modifica les dades a Wikidata |
|        | habitatge al carrer del Fossar, 4        | Rupit         | casa         | Estil: arquitectura popular 17th century | 42° 01′ 26″ N, 2° 27′ 55″ E / 42.02394°N,2.4652°E ca:Carrer del Fossar, 4               | bé integrant del patrimoni cultural català | Habitatge al carrer del Fossar, 4      | Modifica les dades a Wikidata |
|        | habitatge al carrer del Fossar, 5        | Rupit         | casa         | Estil: arquitectura popular 1605         | 42° 01′ 27″ N, 2° 27′ 55″ E / 42.02412°N,2.46535°E ca:Carrer del Fossar, 5              | bé integrant del patrimoni cultural català | Habitatge al carrer del Fossar, 5      | Modifica les dades a Wikidata |
|        | habitatge al carrer del Fossar, 7-9      | Rupit         | casa         | Estil: arquitectura popular              | 42° 01′ 27″ N, 2° 27′ 56″ E / 42.02412°N,2.46545°E                                      | bé integrant del patrimoni cultural català | Habitatge al carrer del Fossar, 7-9    | Modifica les dades a Wikidata |
|        | habitatge al carrer del Fossar, 8        | Rupit         | casa         | Estil: arquitectura popular              | 42° 01′ 27″ N, 2° 27′ 56″ E / 42.02405°N,2.46558°E ca:Carrer del Fossar, 8              | bé integrant del patrimoni cultural català | Habitatge al carrer del Fossar, 8      | Modifica les dades a Wikidata |
|        | habitatges al carrer del Fossar, 15-19   | Rupit         | casa         | Estil: arquitectura popular              | 42° 01′ 27″ N, 2° 27′ 56″ E / 42.02417°N,2.46568°E                                      | bé integrant del patrimoni cultural català | Habitatges al carrer del Fossar, 15-19 | Modifica les dades a Wikidata |

## ens local històric de Catalunya
| imatge | Nom                    | Ubicat a      | instància de                    | Detalls | coordenades                                        | Protecció | Commons (més fotos) | Dades a WD                    |
| ------ | ---------------------- | ------------- | ------------------------------- | ------- | -------------------------------------------------- | --------- | ------------------- | ----------------------------- |
|        | Sant Joan de Fàbregues | Rupit i Pruit | ens local històric de Catalunya |         | 42° 00′ 37″ N, 2° 28′ 05″ E / 42.0102°N,2.46803°E  |           |                     | Modifica les dades a Wikidata |
|        | Sant Llorenç Dosmunts  | Rupit i Pruit | ens local històric de Catalunya |         | 42° 02′ 07″ N, 2° 26′ 05″ E / 42.03541°N,2.43479°E |           |                     | Modifica les dades a Wikidata |

## entitat singular de població
| imatge | Nom   | Ubicat a      | instància de                                                                   | Detalls | coordenades                                                       | Protecció | Commons (més fotos)   | Dades a WD                    |
| ------ | ----- | ------------- | ------------------------------------------------------------------------------ | ------- | ----------------------------------------------------------------- | --------- | --------------------- | ----------------------------- |
|        | Pruit | Rupit i Pruit | entitat singular de població ens local històric de Catalunya                   | 86 hab  | 42° 02′ 33″ N, 2° 27′ 18″ E / 42.04253889°N,2.45486944°E 950 msnm |           | Pruit                 | Modifica les dades a Wikidata |
|        | Rupit | Rupit i Pruit | entitat singular de població capital municipal ens local històric de Catalunya | 195 hab | 42° 01′ 29″ N, 2° 27′ 54″ E / 42.024814°N,2.464964°E 850 msnm     |           | Rupit (Rupit i Pruit) | Modifica les dades a Wikidata |

## església
| imatge | Nom                              | Ubicat a      | instància de | Detalls                                                        | coordenades                                                                                      | Protecció                                  | Commons (més fotos)      | Dades a WD                    |
| ------ | -------------------------------- | ------------- | ------------ | -------------------------------------------------------------- | ------------------------------------------------------------------------------------------------ | ------------------------------------------ | ------------------------ | ----------------------------- |
|        | Mare de Déu de Montdois          | Rupit i Pruit | església     | Estil: arquitectura popular 18th century                       | 41° 59′ 09″ N, 2° 28′ 55″ E / 41.9858950711346°N,2.48185589539349°E ca:Camps de Montdois - Rupit | bé cultural d'interès local                |                          | Modifica les dades a Wikidata |
|        | Sant Andreu de Pruit             | Rupit i Pruit | església     | Estil: arquitectura romànica arquitectura barroca 12nd century | 42° 02′ 33″ N, 2° 27′ 20″ E / 42.04238°N,2.45551°E ca:Pl. de l'Església, Pruit 950 msnm          | bé integrant del patrimoni cultural català | Sant Andreu de Pruit     | Modifica les dades a Wikidata |
|        | Sant Gil de Rupit i Pruit        | Rupit i Pruit | església     | Estil: arquitectura popular 18th century                       | 42° 03′ 27″ N, 2° 25′ 35″ E / 42.05758°N,2.42625°E                                               | bé cultural d'interès local                |                          | Modifica les dades a Wikidata |
|        | Sant Joan de Fàbregues           | Rupit i Pruit | església     | Estil: arquitectura romànica                                   | 42° 00′ 37″ N, 2° 28′ 05″ E / 42.0102°N,2.46803°E ca:Grau de Sant Joan - Rupit 825 msnm          | bé integrant del patrimoni cultural català | Sant Joan de Fàbregues   | Modifica les dades a Wikidata |
|        | Sant Llorenç de Dos-munts        | Rupit i Pruit | església     | Estil: arquitectura romànica                                   | 42° 02′ 07″ N, 2° 26′ 05″ E / 42.03541°N,2.43479°E                                               | bé integrant del patrimoni cultural català | Sant Llorenç Dosmunts    | Modifica les dades a Wikidata |
|        | Sant Miquel de Rupit             | Rupit i Pruit | església     | Estil: arquitectura barroca 18th century                       | 42° 01′ 26″ N, 2° 27′ 55″ E / 42.02377°N,2.46521°E ca:Carrer de l'Església, 3 - Rupit            | bé integrant del patrimoni cultural català | Sant Miquel de Rupit     | Modifica les dades a Wikidata |
|        | Santa Magdalena de Rupit i Pruit | Rupit i Pruit | església     | Estil: arquitectura popular                                    | 42° 01′ 21″ N, 2° 27′ 59″ E / 42.02241°N,2.46627°E                                               | bé integrant del patrimoni cultural català | Santa Magdalena de Rupit | Modifica les dades a Wikidata |

## granja
| imatge | Nom                  | Ubicat a      | instància de | Detalls | coordenades                                                         | Protecció | Commons (més fotos) | Dades a WD                    |
| ------ | -------------------- | ------------- | ------------ | ------- | ------------------------------------------------------------------- | --------- | ------------------- | ----------------------------- |
|        | Granges de la Torre  | Rupit i Pruit | granja       |         | 42° 01′ 34″ N, 2° 29′ 37″ E / 42.0261803567743°N,2.493668926263°E   |           |                     | Modifica les dades a Wikidata |
|        | Granges del Llorà    | Rupit i Pruit | granja       |         | 42° 02′ 47″ N, 2° 28′ 26″ E / 42.0463650605324°N,2.47386098970423°E |           |                     | Modifica les dades a Wikidata |
|        | Granja de Comajoan   | Rupit i Pruit | granja       |         | 42° 03′ 31″ N, 2° 25′ 28″ E / 42.0586832085997°N,2.42448560310296°E |           |                     | Modifica les dades a Wikidata |
|        | Granja de la Casassa | Rupit i Pruit | granja       |         | 42° 02′ 37″ N, 2° 28′ 43″ E / 42.0435769536701°N,2.47866882968351°E |           |                     | Modifica les dades a Wikidata |
|        | Granja del Torrent   | Rupit i Pruit | granja       |         | 42° 03′ 33″ N, 2° 28′ 08″ E / 42.0590866275149°N,2.46893372855162°E |           |                     | Modifica les dades a Wikidata |

## masia
| imatge | Nom                   | Ubicat a            | instància de | Detalls                                                                              | coordenades | Protecció                                  | Commons (més fotos)            | Dades a WD                    |
| ------ | --------------------- | ------------------- | ------------ | ------------------------------------------------------------------------------------ | --- | ------------------------------------------ | ------------------------------ | ----------------------------- |
|        | Campgran              | Rupit i Pruit       | masia        | 20th century                                                                         | 42° 02′ 51″ N, 2° 25′ 34″ E / 42.0474872674405°N,2.42612129293726°E ca:Plans del Bac - Les Basses - Pruit                           |                                            |                                | Modifica les dades a Wikidata |
|        | Can Guilla            | Rupit i Pruit       | masia        |                                                                                      | 42° 00′ 30″ N, 2° 29′ 57″ E / 42.0083806941134°N,2.49923234369986°E                                                                 |                                            |                                | Modifica les dades a Wikidata |
|        | Can Sallent           | Rupit i Pruit       | masia        |                                                                                      | 42° 00′ 57″ N, 2° 28′ 23″ E / 42.0158020748262°N,2.4730622221527°E                                                                  |                                            |                                | Modifica les dades a Wikidata |
|        | Casadevall            | Rupit i Pruit       | masia        |                                                                                      | 42° 01′ 21″ N, 2° 30′ 00″ E / 42.022528553978°N,2.5000166183392°E                                                                   |                                            |                                | Modifica les dades a Wikidata |
|        | Casalons              | Rupit i Pruit       | masia        |                                                                                      | 42° 03′ 33″ N, 2° 27′ 17″ E / 42.0591098145774°N,2.45467221956792°E                                                                 |                                            |                                | Modifica les dades a Wikidata |
|        | Casanova de Mondois   | Rupit i Pruit       | masia        | Estil: arquitectura popular                                                          | 41° 58′ 52″ N, 2° 28′ 44″ E / 41.98102°N,2.47875°E                                                                                  | bé integrant del patrimoni cultural català |                                | Modifica les dades a Wikidata |
|        | Casanova de Sallent   | Rupit i Pruit       | masia        |                                                                                      | 42° 01′ 28″ N, 2° 28′ 11″ E / 42.0243972012743°N,2.46976608494766°E                                                                 |                                            |                                | Modifica les dades a Wikidata |
|        | Caselliques           | Rupit i Pruit       | masia        |                                                                                      | 42° 02′ 40″ N, 2° 28′ 34″ E / 42.0444483962753°N,2.47620883919078°E                                                                 |                                            |                                | Modifica les dades a Wikidata |
|        | Castellet             | Rupit i Pruit       | masia        |                                                                                      | 42° 01′ 18″ N, 2° 29′ 25″ E / 42.021585437674°N,2.4903610924261°E ca:Pla de Castellet - Rupit                                       |                                            |                                | Modifica les dades a Wikidata |
|        | Coma-serra            | Rupit i Pruit       | masia        |                                                                                      | 42° 03′ 26″ N, 2° 29′ 08″ E / 42.0572077533875°N,2.4855186082101°E ca:Pla de Coma-serra - Pruit                                     |                                            |                                | Modifica les dades a Wikidata |
|        | Corriol               | Rupit i Pruit       | masia        | Estil: arquitectura popular arquitectura barroca 16th century                        | 42° 01′ 50″ N, 2° 28′ 10″ E / 42.03055°N,2.46953°E ca:Ctra. Vic-Olot a 1 km trencall esquerra 934 msnm                              | bé integrant del patrimoni cultural català | Corriol                        | Modifica les dades a Wikidata |
|        | Fàbregues             | Rupit i Pruit       | masia        | Estil: arquitectura popular 17th century                                             | 42° 00′ 16″ N, 2° 28′ 14″ E / 42.00433°N,2.47044°E ca:Camí de Paderneres - Rupit                                                    | bé integrant del patrimoni cultural català |                                | Modifica les dades a Wikidata |
|        | Mas Joan              | Rupit i Pruit       | masia        | Estil: arquitectura popular                                                          | 42° 02′ 55″ N, 2° 28′ 25″ E / 42.04849°N,2.47365°E ca:Pla de la Casassa - Pruit                                                     | bé integrant del patrimoni cultural català |                                | Modifica les dades a Wikidata |
|        | Mas del Vilar         | Rupit i Pruit       | masia        | Estil: arquitectura popular                                                          | | bé integrant del patrimoni cultural català |                                | Modifica les dades a Wikidata |
|        | Masia Comajoan        | Rupit i Pruit       | masia        | Estil: arquitectura popular 18th century 20th century                                | 42° 03′ 28″ N, 2° 25′ 36″ E / 42.05771°N,2.42663°E                                                                                  | bé cultural d'interès local                |                                | Modifica les dades a Wikidata |
|        | Masia Quatre Cases    | Rupit i Pruit       | masia        | Estil: arquitectura popular                                                          | 42° 04′ 17″ N, 2° 26′ 52″ E / 42.07148°N,2.44789°E                                                                                  | bé integrant del patrimoni cultural català |                                | Modifica les dades a Wikidata |
|        | Masia Renyins         | Rupit i Pruit       | masia        | Estil: arquitectura popular                                                          | 42° 03′ 32″ N, 2° 27′ 38″ E / 42.05897°N,2.46062°E                                                                                  | bé integrant del patrimoni cultural català |                                | Modifica les dades a Wikidata |
|        | Masia l'Hom           | Rupit i Pruit       | masia        |                                                                                      | 42° 01′ 58″ N, 2° 26′ 44″ E / 42.0328°N,2.44544°E                                                                                   | bé integrant del patrimoni cultural català |                                | Modifica les dades a Wikidata |
|        | Paderneres            | Rupit i Pruit       | masia        |                                                                                      | 42° 00′ 29″ N, 2° 29′ 41″ E / 42.0079288657891°N,2.49477977881418°E ca:Camí de Paderneres - Rupit                                   |                                            |                                | Modifica les dades a Wikidata |
|        | Pujolràs              | Rupit i Pruit       | masia        | Estat: ruïnós                                                                        | 42° 01′ 09″ N, 2° 28′ 55″ E / 42.019222°N,2.48193°E 850 msnm                                                                        |                                            |                                | Modifica les dades a Wikidata |
|        | Roca-roja             | Rupit i Pruit       | masia        |                                                                                      | 42° 04′ 00″ N, 2° 29′ 20″ E / 42.066610835408°N,2.4887924020892°E ca:Rasos de Roca-roja - Pruit                                     |                                            |                                | Modifica les dades a Wikidata |
|        | Santa Llúcia          | Rupit i Pruit       | masia        | 1963                                                                                 | 42° 01′ 15″ N, 2° 28′ 21″ E / 42.0207525200873°N,2.47236910711028°E ca:Camí de Santa Llúcia, 11 - Rupit                             |                                            |                                | Modifica les dades a Wikidata |
|        | el Bac de Collsacabra | Pruit Rupit i Pruit | masia        | Estil: barroc 18th century                                                           | 42° 02′ 37″ N, 2° 25′ 56″ E / 42.04373611°N,2.43230556°E ca:Ctra. C-153 Vic-Olot, km 27,5 987.1 msnm                                | bé integrant del patrimoni cultural català | El Bac de Collsacabra          | Modifica les dades a Wikidata |
|        | el Barri              | Rupit i Pruit       | masia        |                                                                                      | 42° 00′ 38″ N, 2° 29′ 28″ E / 42.0104790697602°N,2.49100375884901°E                                                                 |                                            |                                | Modifica les dades a Wikidata |
|        | el Bellonc            | Rupit i Pruit       | masia        | Estil: arquitectura popular 18th century 19th century                                | 42° 02′ 52″ N, 2° 28′ 14″ E / 42.04787°N,2.47044°E ca:Carretera C-153, km. 33,5 - Pruit                                             | bé cultural d'interès local                |                                | Modifica les dades a Wikidata |
|        | el Bonegre            | Rupit i Pruit       | masia        |                                                                                      | 41° 59′ 54″ N, 2° 28′ 59″ E / 41.9984558569192°N,2.48308219379328°E                                                                 |                                            |                                | Modifica les dades a Wikidata |
|        | el Bosc               | Rupit i Pruit       | masia        | Estil: arquitectura popular                                                          | 42° 03′ 34″ N, 2° 26′ 20″ E / 42.05948°N,2.43892°E ca:Serra de Mateus - Pruit                                                       | bé integrant del patrimoni cultural català |                                | Modifica les dades a Wikidata |
|        | el Casal              | Rupit i Pruit       | masia        | Estil: arquitectura popular                                                          | 41° 59′ 10″ N, 2° 28′ 44″ E / 41.9861°N,2.4788°E                                                                                    | bé integrant del patrimoni cultural català |                                | Modifica les dades a Wikidata |
|        | el Casot              | Rupit i Pruit       | masia        | Estil: arquitectura popular                                                          | 41° 59′ 38″ N, 2° 27′ 58″ E / 41.99384°N,2.46622°E ca:Pla de Montdois - Rupit                                                       | bé integrant del patrimoni cultural català |                                | Modifica les dades a Wikidata |
|        | el Coll               | Rupit i Pruit       | masia        | Estil: arquitectura popular 17th century                                             | 42° 03′ 53″ N, 2° 28′ 06″ E / 42.06481°N,2.4684°E ca:Camí de Falgars d'en Bas a la Devesa - Pruit                                   | bé integrant del patrimoni cultural català | Mas el Coll (Rupit i Pruit)    | Modifica les dades a Wikidata |
|        | el Collell            | Rupit i Pruit       | masia        | Estil: arquitectura popular                                                          | 42° 03′ 00″ N, 2° 26′ 57″ E / 42.05007°N,2.44918°E ca:Els Auberts - Pruit                                                           | bé integrant del patrimoni cultural català |                                | Modifica les dades a Wikidata |
|        | el Colomer            | Rupit i Pruit       | masia        | 1930                                                                                 | 42° 03′ 04″ N, 2° 25′ 37″ E / 42.0510491596768°N,2.42698347158948°E ca:Coll sa Cabra - Pruit 1000 msnm                              |                                            | El Colomer (Rupit i Pruit)     | Modifica les dades a Wikidata |
|        | el Felips             | Rupit i Pruit       | masia        |                                                                                      | 42° 01′ 27″ N, 2° 27′ 22″ E / 42.0241979587555°N,2.45605779588667°E                                                                 |                                            |                                | Modifica les dades a Wikidata |
|        | el Jonquer            | Rupit i Pruit       | masia        |                                                                                      | 42° 00′ 47″ N, 2° 29′ 16″ E / 42.0129774276131°N,2.48774716935846°E                                                                 |                                            |                                | Modifica les dades a Wikidata |
|        | el Llorà              | Rupit i Pruit       | masia        | Estil: arquitectura popular 17th century                                             | 42° 02′ 43″ N, 2° 28′ 26″ E / 42.0454°N,2.47397°E ca:Mas el Llorà - Carretera C-153, km. 33 - Pruit                                 | bé integrant del patrimoni cultural català |                                | Modifica les dades a Wikidata |
|        | el Pendís             | Rupit i Pruit       | masia        | Estil: arquitectura popular                                                          | 42° 00′ 23″ N, 2° 27′ 41″ E / 42.00648°N,2.46128°E ca:Camí de Sau a Rupit - Rupit                                                   | bé integrant del patrimoni cultural català |                                | Modifica les dades a Wikidata |
|        | el Pinós              | Rupit i Pruit       | masia        | Estil: arquitectura popular 18th century                                             | 42° 03′ 15″ N, 2° 28′ 04″ E / 42.05427°N,2.4678°E ca:Carretera C-153, km. 34 - Pruit                                                | bé integrant del patrimoni cultural català | Masia el Pinós (Rupit i Pruit) | Modifica les dades a Wikidata |
|        | el Puig               | Rupit i Pruit       | masia        | 19th century                                                                         | 42° 00′ 16″ N, 2° 29′ 48″ E / 42.0044060326908°N,2.49654652398321°E ca:Camí del Puig - Rupit                                        |                                            |                                | Modifica les dades a Wikidata |
|        | el Roquer             | Rupit               | masia        | Estil: arquitectura popular 16th century                                             | 42° 00′ 41″ N, 2° 28′ 16″ E / 42.01134°N,2.47111°E ca:A 500 metres de Sant Joan de Fàbregues 820 msnm                               | bé integrant del patrimoni cultural català | Mas el Roquer (Rupit i Pruit)  | Modifica les dades a Wikidata |
|        | el Torrent            | Pruit               | masia        | Estil: arquitectura popular 18th century                                             | 42° 03′ 53″ N, 2° 28′ 11″ E / 42.06482°N,2.46966°E ca:Al nord de Pruit 1011 msnm                                                    | bé integrant del patrimoni cultural català | El Torrent (Rupit i Pruit)     | Modifica les dades a Wikidata |
|        | el Torrentó           | Rupit i Pruit       | masia        | Estil: arquitectura popular                                                          | 42° 03′ 07″ N, 2° 25′ 53″ E / 42.05182°N,2.43126°E ca:Clot dels Milicians - Pruit                                                   | bé integrant del patrimoni cultural català |                                | Modifica les dades a Wikidata |
|        | el Vilar              | Rupit i Pruit       | masia        | Estil: arquitectura popular 17th century                                             | 42° 03′ 09″ N, 2° 28′ 31″ E / 42.05252°N,2.47539°E ca:Mas el Vilar - Pruit                                                          | bé integrant del patrimoni cultural català |                                | Modifica les dades a Wikidata |
|        | el Vilar de Querós    | Rupit i Pruit       | masia        |                                                                                      | 41° 58′ 22″ N, 2° 28′ 09″ E / 41.9728681269355°N,2.46930053866704°E ca:Carena del Vilar - Rupit                                     |                                            |                                | Modifica les dades a Wikidata |
|        | els Solans            | Rupit i Pruit       | masia        |                                                                                      | 42° 01′ 14″ N, 2° 27′ 57″ E / 42.0206777161896°N,2.46593184169979°E ca:Camí de Rupit a Sant Joan de Fàbregues                       |                                            |                                | Modifica les dades a Wikidata |
|        | l'Alou                | Rupit i Pruit       | masia        | Estil: gòtic tardà historicisme arquitectònic 14th century 16th century 20th century | 42° 03′ 05″ N, 2° 26′ 58″ E / 42.0515°N,2.449474°E ca:Torrent del Collell - Pruit                                                   | bé cultural d'interès local                |                                | Modifica les dades a Wikidata |
|        | l'Aulet               | Rupit i Pruit       | masia        | Estil: arquitectura popular                                                          | 41° 59′ 12″ N, 2° 27′ 16″ E / 41.98653°N,2.45444°E ca:Carena de l'Aulet - Rupit                                                     | bé integrant del patrimoni cultural català |                                | Modifica les dades a Wikidata |
|        | l'Hostal del Grau     | Rupit i Pruit       | masia        | Estil: arquitectura popular 18th century                                             | 42° 04′ 37″ N, 2° 27′ 21″ E / 42.07689°N,2.45591°E ca:Prop de Falgars d'en Bas 894 msnm                                             | bé integrant del patrimoni cultural català | Mas el Grau (Rupit i Pruit)    | Modifica les dades a Wikidata |
|        | la Casa Nova del Bac  | Rupit i Pruit       | masia        |                                                                                      | 42° 02′ 40″ N, 2° 25′ 48″ E / 42.0444804698744°N,2.43001493899094°E                                                                 |                                            |                                | Modifica les dades a Wikidata |
|        | la Casanova           | Rupit i Pruit       | masia        | Estil: arquitectura popular                                                          | 42° 02′ 29″ N, 2° 26′ 54″ E / 42.04132°N,2.4484°E                                                                                   | bé integrant del patrimoni cultural català |                                | Modifica les dades a Wikidata |
|        | la Casassa            | Rupit i Pruit       | masia        | Estil: arquitectura popular 14th century 17th century 19th century                   | 42° 02′ 27″ N, 2° 28′ 46″ E / 42.04095°N,2.47941°E ca:La Prada de la Casassa - Pruit                                                | bé cultural d'interès local                |                                | Modifica les dades a Wikidata |
|        | la Caseta             | Rupit i Pruit       | masia        | Estil: arquitectura popular 20th century                                             | 41° 59′ 02″ N, 2° 28′ 11″ E / 41.98387°N,2.46983°E ca:Pla de Montdois - Rupit                                                       | bé integrant del patrimoni cultural català |                                | Modifica les dades a Wikidata |
|        | la Devesa             | Rupit i Pruit       | masia        | 1929                                                                                 | 42° 03′ 01″ N, 2° 28′ 29″ E / 42.0503132685281°N,2.47458971284335°E ca:Carretera C-153, km. 35 - Rupit                              |                                            |                                | Modifica les dades a Wikidata |
|        | la Donada             | Rupit i Pruit       | masia        | 19th century                                                                         | 42° 00′ 48″ N, 2° 29′ 08″ E / 42.013458313355°N,2.4855951384019°E ca:Camí de la Donada - Rupit                                      |                                            |                                | Modifica les dades a Wikidata |
|        | la Fontana            | Rupit i Pruit       | masia        | 1910s                                                                                | 42° 02′ 03″ N, 2° 28′ 17″ E / 42.034185941401°N,2.47141233187387°E ca:Pla del Corriol - Pruit                                       |                                            |                                | Modifica les dades a Wikidata |
|        | la Fàbrega            | Rupit i Pruit       | masia        |                                                                                      | 42° 01′ 48″ N, 2° 27′ 08″ E / 42.030076°N,2.452308°E ca:Carretera C-153, km. 30 - Pruit                                             |                                            |                                | Modifica les dades a Wikidata |
|        | la Garganta           | Pruit               | masia        | Estil: arquitectura popular 18th century                                             | 42° 04′ 17″ N, 2° 27′ 51″ E / 42.07125°N,2.46422°E ca:Ctra. C-153 Vic-Olot, km 34, direcció Falgars 946 msnm                        | bé integrant del patrimoni cultural català | La Garganta (Rupit i Pruit)    | Modifica les dades a Wikidata |
|        | la Palomera           | Rupit i Pruit       | masia        | 18th century                                                                         | 42° 01′ 01″ N, 2° 27′ 41″ E / 42.0168555231013°N,2.46135008178767°E ca:Camí de Sau a Rupit - Rupit                                  |                                            |                                | Modifica les dades a Wikidata |
|        | la Rovira             | Rupit i Pruit       | masia        | Estil: arquitectura popular                                                          | 42° 03′ 02″ N, 2° 27′ 44″ E / 42.05055°N,2.46215°E ca:Camí de Pruit a Renyins - Pruit                                               | bé integrant del patrimoni cultural català |                                | Modifica les dades a Wikidata |
|        | la Sala               | Rupit i Pruit       | masia        |                                                                                      | 42° 01′ 50″ N, 2° 27′ 35″ E / 42.0304923543796°N,2.45961618528144°E ca:Carretera BV-5208, km. 0,2 - Pla de Salarsa - Rupit 894 msnm |                                            | La Sala (Rupit i Pruit)        | Modifica les dades a Wikidata |
|        | la Serra              | Pruit               | masia        | Estil: arquitectura popular 19th century                                             | 42° 04′ 14″ N, 2° 27′ 15″ E / 42.07061°N,2.45423°E ca:Al nord de Pruit 906 msnm                                                     | bé integrant del patrimoni cultural català | Mas la Serra (Rupit i Pruit)   | Modifica les dades a Wikidata |
|        | la Serrat             | Rupit i Pruit       | masia        |                                                                                      | 42° 04′ 09″ N, 2° 27′ 00″ E / 42.0691122109447°N,2.45008997092501°E                                                                 |                                            |                                | Modifica les dades a Wikidata |
|        | la Torre              | Rupit i Pruit       | masia        |                                                                                      | 42° 01′ 30″ N, 2° 29′ 47″ E / 42.0250847532687°N,2.49644380699421°E                                                                 |                                            |                                | Modifica les dades a Wikidata |
|        | la Trona              | Rupit i Pruit       | masia        |                                                                                      | 42° 01′ 55″ N, 2° 27′ 11″ E / 42.0319650915384°N,2.45299555933057°E                                                                 |                                            |                                | Modifica les dades a Wikidata |
|        | les Baumes            | Rupit i Pruit       | masia        |                                                                                      | 42° 00′ 28″ N, 2° 29′ 13″ E / 42.0078219463844°N,2.48691904899469°E ca:Camí de la Donada - Rupit                                    |                                            |                                | Modifica les dades a Wikidata |
|        | les Serres            | Rupit i Pruit       | masia        | Estil: arquitectura popular                                                          | 41° 58′ 38″ N, 2° 27′ 22″ E / 41.9772376602989°N,2.4561075614161°E ca:Pla de la Civadera - Rupit                                    | bé integrant del patrimoni cultural català |                                | Modifica les dades a Wikidata |
|        | les Viles             | Rupit i Pruit       | masia        | Estil: arquitectura popular 18th century                                             | 42° 01′ 57″ N, 2° 26′ 09″ E / 42.0324487951775°N,2.43570378050089°E ca:Ctra. Vic-Olot, km 28 955 msnm                               | bé integrant del patrimoni cultural català | Les Viles (Rupit i Pruit)      | Modifica les dades a Wikidata |
|        | mas Hostalot          | Rupit i Pruit       | masia        | Estil: arquitectura popular                                                          | 42° 04′ 22″ N, 2° 27′ 17″ E / 42.07266°N,2.45476°E                                                                                  | bé integrant del patrimoni cultural català | Mas Hostalot (Rupit i Pruit)   | Modifica les dades a Wikidata |

## molí d'aigua
| imatge | Nom                 | Ubicat a      | instància de | Detalls                                  | coordenades                                                                                               | Protecció                                  | Commons (més fotos)    | Dades a WD                    |
| ------ | ------------------- | ------------- | ------------ | ---------------------------------------- | --- | ------------------------------------------ | ---------------------- | ----------------------------- |
|        | Molí Nou de la Sala | Rupit i Pruit | molí d'aigua | Estil: arquitectura popular              | 42° 01′ 41″ N, 2° 27′ 42″ E / 42.0281066888421°N,2.46176246813475°E ca:Carretera BV-5208, km. 0,2 - Rupit | bé integrant del patrimoni cultural català |                        | Modifica les dades a Wikidata |
|        | Molí d'en Patrones  | Rupit i Pruit | molí d'aigua |                                          | 42° 01′ 05″ N, 2° 28′ 10″ E / 42.0179919732076°N,2.46943279967445°E                                       |                                            |                        | Modifica les dades a Wikidata |
|        | Molí de Marandes    | Rupit i Pruit | molí d'aigua | Estil: arquitectura popular 17th century | 42° 01′ 32″ N, 2° 27′ 57″ E / 42.025601°N,2.465752°E ca:Ctra. BV-5208 839 msnm                            | bé integrant del patrimoni cultural català | Molí de Marandes       | Modifica les dades a Wikidata |
|        | Molí de Sallent     | Rupit i Pruit | molí d'aigua | Estil: arquitectura popular              | | bé integrant del patrimoni cultural català |                        | Modifica les dades a Wikidata |
|        | Molí de la Resclosa | Rupit i Pruit | molí d'aigua | Estil: arquitectura popular              | 42° 01′ 36″ N, 2° 27′ 37″ E / 42.02663°N,2.460198°E                                                       | bé integrant del patrimoni cultural català |                        | Modifica les dades a Wikidata |
|        | Molí de les Viles   | Rupit i Pruit | molí d'aigua |                                          | 42° 02′ 08″ N, 2° 26′ 48″ E / 42.035654133067°N,2.44659702114944°E                                        |                                            |                        | Modifica les dades a Wikidata |
|        | Molí del Rodor      | Rupit i Pruit | molí d'aigua |                                          | 42° 01′ 15″ N, 2° 28′ 07″ E / 42.0207442540661°N,2.46862481125473°E                                       |                                            |                        | Modifica les dades a Wikidata |
|        | Molí del Soler      | Rupit i Pruit | molí d'aigua | Estil: arquitectura popular 17th century | 42° 01′ 40″ N, 2° 27′ 48″ E / 42.0278616980108°N,2.46329868713922°E ca:Ctra. BV-5208                      | bé integrant del patrimoni cultural català | Molí del Soler (Rupit) | Modifica les dades a Wikidata |

## muntanya
| imatge | Nom               | Ubicat a                         | instància de | Detalls | coordenades                                                                                     | Protecció | Commons (més fotos) | Dades a WD                    |
| ------ | ----------------- | -------------------------------- | ------------ | ------- | ----------------------------------------------------------------------------------------------- | --------- | ------------------- | ----------------------------- |
|        | Aiats             | Rupit i Pruit la Vall d'en Bas   | muntanya     |         | 42° 03′ 49″ N, 2° 25′ 45″ E / 42.06358°N,2.42929°E 1177 msnm                                    |           |                     | Modifica les dades a Wikidata |
|        | Montcau           | Rupit i Pruit                    | muntanya     |         | 42° 02′ 52″ N, 2° 25′ 16″ E / 42.0477°N,2.42119°E 1166.9 msnm                                   |           |                     | Modifica les dades a Wikidata |
|        | Montdois          | Susqueda Rupit i Pruit           | muntanya     |         | 41° 58′ 44″ N, 2° 28′ 49″ E / 41.97877222°N,2.48022222°E 928 928.1 msnm                         |           |                     | Modifica les dades a Wikidata |
|        | Puig Castellar    | Rupit i Pruit                    | muntanya     |         | 42° 01′ 52″ N, 2° 29′ 59″ E / 42.03105556°N,2.49963333°E 1136 msnm                              |           |                     | Modifica les dades a Wikidata |
|        | Puig Castellet    | Rupit i Pruit                    | muntanya     |         | 42° 01′ 29″ N, 2° 29′ 23″ E / 42.0246°N,2.48971°E 1076.4 msnm                                   |           |                     | Modifica les dades a Wikidata |
|        | Puig d'Urri       | Rupit i Pruit                    | muntanya     |         | 42° 02′ 14″ N, 2° 25′ 22″ E / 42.0371°N,2.42279°E 1066.4 msnm                                   |           |                     | Modifica les dades a Wikidata |
|        | Puig de Batalla   | Rupit i Pruit                    | muntanya     |         | 42° 01′ 49″ N, 2° 29′ 17″ E / 42.03022222°N,2.488025°E 1119 msnm                                |           |                     | Modifica les dades a Wikidata |
|        | Puig del Bac      | Rupit i Pruit                    | muntanya     |         | 42° 02′ 29″ N, 2° 25′ 46″ E / 42.0414°N,2.42952°E 1159.5 msnm                                   |           |                     | Modifica les dades a Wikidata |
|        | Roc de l'Àliga    | Sant Hilari Sacalm Rupit i Pruit | muntanya     |         | 41° 58′ 13″ N, 2° 28′ 25″ E / 41.9704°N,2.47349°E 732.8 msnm                                    |           |                     | Modifica les dades a Wikidata |
|        | Turó de Malbec    | Rupit i Pruit                    | muntanya     |         | 41° 57′ 57″ N, 2° 27′ 28″ E / 41.96595°N,2.45786667°E 621.3 msnm                                |           |                     | Modifica les dades a Wikidata |
|        | l'Agullola        | Rupit i Pruit                    | muntanya     |         | 42° 00′ 16″ N, 2° 28′ 59″ E / 42.004523°N,2.482929°E ca:Cinglera de l'Agullola - Rupit 922 msnm |           | L'Agullola          | Modifica les dades a Wikidata |
|        | l'Agullola Grossa | Rupit i Pruit                    | muntanya     |         | 42° 00′ 16″ N, 2° 29′ 02″ E / 42.004405°N,2.48377°E 922.4 msnm                                  |           |                     | Modifica les dades a Wikidata |
|        | l'Agullola Xica   | Rupit i Pruit                    | muntanya     |         | 42° 00′ 14″ N, 2° 29′ 07″ E / 42.0039°N,2.48522°E 800.4 msnm                                    |           |                     | Modifica les dades a Wikidata |

## pont
| imatge | Nom                             | Ubicat a                       | instància de | Detalls                                                                    | coordenades                                                                                                   | Protecció                                  | Commons (més fotos) | Dades a WD                    |
| ------ | ------------------------------- | ------------------------------ | ------------ | -------------------------------------------------------------------------- | --- | ------------------------------------------ | ------------------- | ----------------------------- |
|        | Pont de Papalló                 | Susqueda Rupit i Pruit         | pont         | 20th century                                                               | 42° 02′ 57″ N, 2° 28′ 59″ E / 42.0491357304262°N,2.4830340300632°E ca:Carretera C-153, km. 35,1 - Pruit       |                                            |                     | Modifica les dades a Wikidata |
|        | Pont de Rocallisans             | Rupit i Pruit                  | pont         |                                                                            | 42° 02′ 05″ N, 2° 27′ 33″ E / 42.0345978229468°N,2.4592914592087°E                                            |                                            |                     | Modifica les dades a Wikidata |
|        | Pont de Rupit                   | Rupit i Pruit                  | pont         | Estil: arquitectura popular 1945 Travessa: riera de Rupit Estat: bon estat | 42° 01′ 29″ N, 2° 27′ 54″ E / 42.024826°N,2.464997°E ca:Riera de Rupit - Rupit 829 msnm                       | bé integrant del patrimoni cultural català | Pont de Rupit       | Modifica les dades a Wikidata |
|        | Pont de can Badaire             | Rupit i Pruit                  | pont         | Estat: bon estat                                                           | 42° 01′ 20″ N, 2° 27′ 53″ E / 42.02235°N,2.46464°E ca:Camí de Rupit a Sant Joan de Fàbregues - Rupit 812 msnm |                                            |                     | Modifica les dades a Wikidata |
|        | Pont de l'Hostalot              | la Vall d'en Bas Rupit i Pruit | pont         | Estil: arquitectura popular Estat: bon estat                               | 42° 04′ 23″ N, 2° 27′ 20″ E / 42.072938888889°N,2.4554611111111°E ca:Camí ral de Vic a Olot - Pruit 881 msnm  | bé integrant del patrimoni cultural català | Pont de l'Hostalot  | Modifica les dades a Wikidata |
|        | Pont de la Lluca                | Rupit i Pruit                  | pont         | 20th century Estat: bon estat                                              | 42° 01′ 57″ N, 2° 27′ 20″ E / 42.0326256004758°N,2.45552687233589°E ca:Carretera C-153, km. 30,5 - Pruit      |                                            |                     | Modifica les dades a Wikidata |
|        | Pont de la Rovira               | Rupit i Pruit                  | pont         | Estil: arquitectura popular Estat: malmès                                  | 42° 03′ 04″ N, 2° 27′ 48″ E / 42.05098°N,2.46333°E ca:Riera de Pinós - Pruit                                  | bé integrant del patrimoni cultural català |                     | Modifica les dades a Wikidata |
|        | Pont de la Sala                 | Rupit i Pruit                  | pont         | Estil: arquitectura popular Estat: malmès                                  | 42° 01′ 41″ N, 2° 27′ 31″ E / 42.027938°N,2.458749°E ca:Camí ral de Rupit a Cantonigròs - Rupit 860 msnm      | bé integrant del patrimoni cultural català |                     | Modifica les dades a Wikidata |
|        | Pont de les Marrades            | Rupit i Pruit                  | pont         | 18th century Estat: bon estat                                              | 42° 02′ 34″ N, 2° 27′ 18″ E / 42.04285°N,2.45491°E ca:Camí ral de Vic a Olot - Pruit 859 msnm                 |                                            |                     | Modifica les dades a Wikidata |
|        | Pont del carrer de la Barbacana | Rupit i Pruit                  | pont         | 20th century Estat: bon estat                                              | 42° 01′ 34″ N, 2° 27′ 55″ E / 42.026°N,2.46521°E ca:Carrer de la Barbacana - Rupit 839 msnm                   |                                            |                     | Modifica les dades a Wikidata |
|        | Pont del torrent Mal            | Rupit i Pruit                  | pont         | Estat: bon estat                                                           | 42° 02′ 02″ N, 2° 28′ 05″ E / 42.03388°N,2.46796°E ca:Torrent Mal - Pruit 883 msnm                            |                                            |                     | Modifica les dades a Wikidata |
|        | Pont del torrent de Sabaters    | Rupit i Pruit                  | pont         | Estat: bon estat                                                           | 42° 01′ 10″ N, 2° 28′ 00″ E / 42.0195°N,2.46656°E ca:Torrent de Sabaters - Rupit 806 msnm                     |                                            |                     | Modifica les dades a Wikidata |
|        | Pont dels Tres Ulls             | Rupit i Pruit                  | pont         |                                                                            | 42° 01′ 43″ N, 2° 27′ 45″ E / 42.0285697986718°N,2.46256792640954°E                                           |                                            |                     | Modifica les dades a Wikidata |

## serra
| imatge | Nom                   | Ubicat a                         | instància de | Detalls | coordenades                                                         | Protecció | Commons (més fotos) | Dades a WD                    |
| ------ | --------------------- | -------------------------------- | ------------ | ------- | ------------------------------------------------------------------- | --------- | ------------------- | ----------------------------- |
|        | Carena del Vilar      | Rupit i Pruit Sant Hilari Sacalm | serra        |         | 41° 58′ 08″ N, 2° 27′ 43″ E / 41.96900472°N,2.46186111°E 756.5 msnm |           |                     | Modifica les dades a Wikidata |
|        | carena de la Barraca  | Rupit i Pruit                    | serra        |         | 41° 57′ 42″ N, 2° 28′ 02″ E / 41.96156667°N,2.46722056°E 550.4 msnm |           |                     | Modifica les dades a Wikidata |
|        | carena de la Rectoria | Rupit i Pruit Sant Hilari Sacalm | serra        |         | 41° 57′ 58″ N, 2° 28′ 01″ E / 41.966°N,2.46699°E 756.5 msnm         |           |                     | Modifica les dades a Wikidata |
|        | carena del Quer       | Rupit i Pruit Sant Hilari Sacalm | serra        |         | 41° 58′ 08″ N, 2° 28′ 27″ E / 41.9688°N,2.47411°E 732.8 msnm        |           |                     | Modifica les dades a Wikidata |
|        | serra de Mateus       | Rupit i Pruit                    | serra        |         | 42° 03′ 51″ N, 2° 27′ 05″ E / 42.064266°N,2.451307°E 1029 msnm      |           | Serra de Mateus     | Modifica les dades a Wikidata |
|        | serrat de la Ballesta | Rupit i Pruit                    | serra        |         | 41° 59′ 30″ N, 2° 28′ 19″ E / 41.9916°N,2.47181°E 902.1 msnm        |           |                     | Modifica les dades a Wikidata |

## Misc
| imatge | Nom                                | Ubicat a               | instància de               | Detalls                                                                           | coordenades                                                                                               | Protecció                                            | Commons (més fotos)              | Dades a WD                    |
| ------ | ---------------------------------- | ---------------------- | -------------------------- | --------------------------------------------------------------------------------- | --- | ---------------------------------------------------- | -------------------------------- | ----------------------------- |
|        | Antic Fossar de Rupit              | Rupit i Pruit          | cementiri                  | Estil: arquitectura popular                                                       | 42° 01′ 26″ N, 2° 27′ 55″ E / 42.02395°N,2.46533°E ca:Carrer del Fossar 842 msnm                          | bé integrant del patrimoni cultural català           | Antic Fossar (Rupit i Pruit)     | Modifica les dades a Wikidata |
|        | Balma dels Teixidors               | Rupit i Pruit          | abric rocós                |                                                                                   | 42° 00′ 15″ N, 2° 28′ 33″ E / 42.0040787349892°N,2.47574311354094°E                                       |                                                      |                                  | Modifica les dades a Wikidata |
|        | Castell de Rupit                   | Rupit i Pruit          | castell                    | Estil: arquitectura romànica                                                      | 42° 01′ 28″ N, 2° 27′ 59″ E / 42.024499°N,2.46639°E ca:Nucli urbà de Rupit 536 msnm                       | bé d'interès cultural bé cultural d'interès nacional | Castell de Rupit                 | Modifica les dades a Wikidata |
|        | Montdois                           | Rupit i Pruit          | vèrtex geodèsic            | Alt: 1.2m                                                                         | 41° 58′ 42″ N, 2° 28′ 50″ E / 41.978406°N,2.480451°E 930.144 msnm                                         |                                                      |                                  | Modifica les dades a Wikidata |
|        | Salt de Sallent                    | Rupit i Pruit          | salt d'aigua               | Alt: 115m                                                                         | 42° 00′ 56″ N, 2° 28′ 24″ E / 42.015688°N,2.473422°E ca:Riera de Rupit - Rupit                            |                                                      | Salto de Sallent (Rupit i Pruit) | Modifica les dades a Wikidata |
|        | Torre de telegrafia del Coll       | Rupit i Pruit          | torre de telegrafia òptica |                                                                                   | 42° 03′ 45″ N, 2° 28′ 02″ E / 42.062566°N,2.467211°E                                                      | bé integrant del patrimoni cultural català           |                                  | Modifica les dades a Wikidata |
|        | casa consistorial de Rupit i Pruit | Rupit i Pruit          | casa consistorial          |                                                                                   | 42° 01′ 24″ N, 2° 27′ 53″ E / 42.0233741°N,2.4646799°E                                                    |                                                      |                                  | Modifica les dades a Wikidata |
|        | el Palau                           | Rupit i Pruit          | palau                      | Estil: arquitectura popular                                                       | 42° 01′ 23″ N, 2° 27′ 52″ E / 42.02306°N,2.46442°E                                                        | bé integrant del patrimoni cultural català           | Masia el Soler (Rupit i Pruit)   | Modifica les dades a Wikidata |
|        | la Creu del Fossar                 | Rupit i Pruit          | creu de terme              | Estil: arquitectura popular                                                       | 42° 01′ 26″ N, 2° 27′ 55″ E / 42.02394°N,2.4652°E                                                         | bé integrant del patrimoni cultural català           | La Creu del Fossar               | Modifica les dades a Wikidata |
|        | riera de Rupit                     | Rupit i Pruit Susqueda | curs d'aigua               | Desemboca: Ter Llarg: 10km                                                        | 42° 00′ 16″ N, 2° 30′ 49″ E / 42.004575°N,2.513717°E 42° 02′ 13″ N, 2° 27′ 37″ E / 42.036944°N,2.460335°E |                                                      | Riera de Rupit                   | Modifica les dades a Wikidata |
|        | roure del Pla del Call             | Rupit i Pruit          | arbre singular             | Taxon: roure martinenc (Quercus pubescens) Ample: 27.5m Alt: 18m Perímetre: 3.45m | 42° 02′ 38″ N, 2° 26′ 05″ E / 42.04398°N,2.43481°E ca:El Bac, Pruit 967 msnm                              | arbre monumental                                     | Roure del Pla del Call           | Modifica les dades a Wikidata |